# To Mars
To Mars es el primer álbum de estudio de la banda de rock argentino Odoghan. Fue grabado y mezclado en los estudios KFP de Córdoba en marzo de 2009.
El álbum fue lanzado el 20 de diciembre de 2009 bajo el sello Dubb Spot Records, en formato digital a nivel mundial.
To mars cuenta con doce canciones escritas por la banda.

## Canciones
1. Sail To The Moon
2. Ridin
3. Ocean Water
4. Beautiful Soul
5. Run
6. To Mars
7. Mankind
8. Maybe
9. Sunday
10. Where Are You Going
11. It Ain´t Over
12. Stranger

## Integrantes
- Jose Visconti - voz principal y guitarra eléctrica (2005- )
- César Fernández - guitarra eléctrica (2005- )
- Enrique Paglia - batería (2007- )
- Cesar Nocetti - bajo y coros (2009- )